# Festa nacional Suïssa

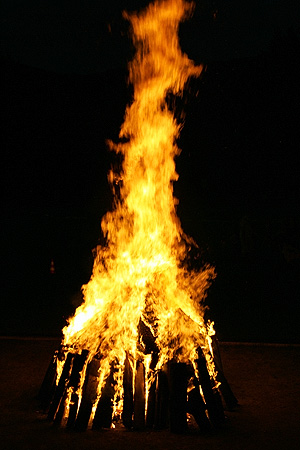
Foguera al cim d'una muntanya

La Festa Nacional Suïssa (alemany: Bundesfeiertag, francès: Fête nationale, italià: Festa nazionale, romanx: Festa naziunala) és el nom oficial que rep el Dia Nacional de la Confederació Helvètica en commemoració del Pacte Federal que es va celebrar a principis d'agost de 1291.

## Història de la celebració
El primer d'agost de 1891 es va celebrar per primera vegada aquest dia i a partir de 1899 va passar a ser una celebració anual a tot Suïssa. És festa oficial a tota la Confederació però fins 1993 cada cantó decidia si era dia feiner, semifestiu o completament festiu. El fet que el Primer d'agost sigui la data del Jurament de Rütli no s'ha pogut documentar històricament (l'historiador Aegidius Tschudi va afirmar a mitjans del segle xvi a la seva Crònica de Suïssa que el Jurament va tenir lloc el “Dimecres de Martini” de 1307, o sigui el 8 de novembre de 1307). A finals del segle xix el Primer d'agost va esdevenir “l'aniversari” de Suïssa.

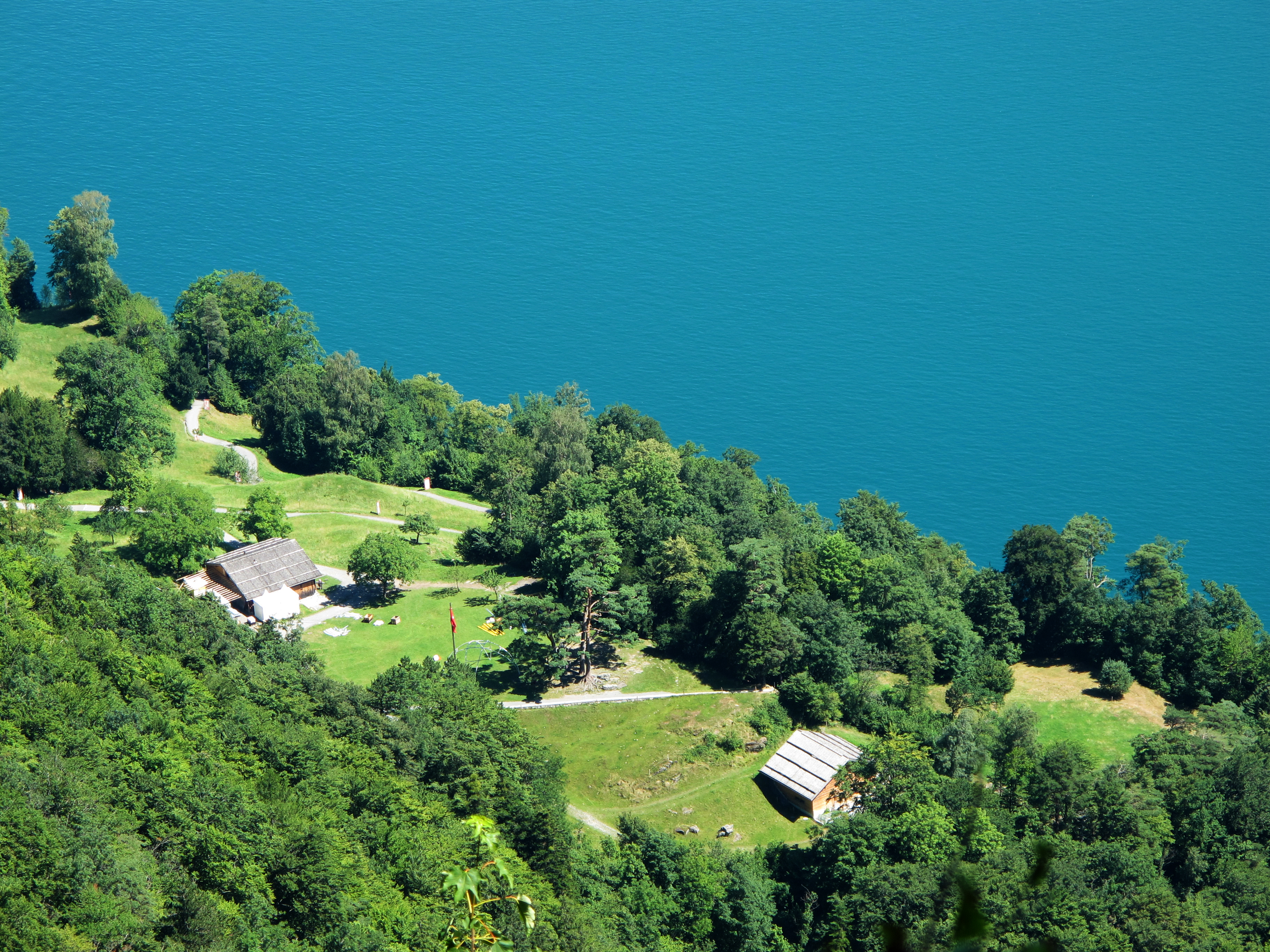
Rütli

La idea que 1291 fos l'any de la fundació de la Confederació i que el primer d'agost fos la Festa Nacional va ser iniciativa de Berna: l'any 1891 la ciutat volia celebrar els 700 anys de la ciutat, i la relació amb la celebració dels 600 anys de la Confederació era molt oportuna. A l'informe elaborat pel Departament Federal d'Interior el 21 de Novembre de 1889 per al Consell Federal es preveia una celebració de dos dies a Berna i no a la Suïssa central. L'elecció del Pacte federal de 1291, que recollia l'acord de defensa entre els tres cantons fundacionals (Uri, Schwyz, Unterwalden), va ser molt controvertida ja que els historiadors comptaven ja al segle xix amb 82 documents entre 1251 i 1386 en els quals ja es segellaven aliances semblants. En particular el Pacte de Brunnen de 1315 era considerat per molts com l'acte fundacional de la Confederació si es parteix de la idea que el naixement no va ser gradual.
Fins al segle XX prevalia encara la data del Jurament (8 de novembre de 1307) donada per Aegidius Tschudi com a naixement de la Confederació. El 1907 es va celebrar a Altdorf UR el 600è aniversari de la Confederació Suïssa en presència d'una delegació del Consell Federal. Des de llavors s'ha perdut la memòria de 1307 com a data del Jurament de Rütli i, per tant, com a any de la fundació de la Confederació. El nou mite nacional va ser encunyat durant la Segona Guerra Mundial - amb l'Informe Rütli del General Guisan o amb la celebració del 650è aniversari el 1941 i va fer que el Jurament de Rütli s'associés cada vegada més al primer d'agost, el dia de la Festa Nacional establert pel Consell Federal l'any 1889.
Fundat l'any 1909, el Comitè Federal de Celebracions (avui Pro Patria) va començar a emetre targetes postals de la Festa Nacional l'any 1910 per recaptar fons amb finalitats benèfiques (per la Creu Roja Suïssa, entre altres). L'any 1923, s'hi va afegir la insígnia oficial del primer d'agost i l'any 1938 el segell de la celebració federal amb recàrrec es va afegir com a tercer article de col·lecció. Les postals es van deixar de fer el 1960 mentre que la venda d'insígnies i segells per part de nens en edat escolar continua fins avui. Des de 1992 la Fundació Pro Patria ha contribuït a la preservació i cura del panorama cultural i monuments arquitectònics.

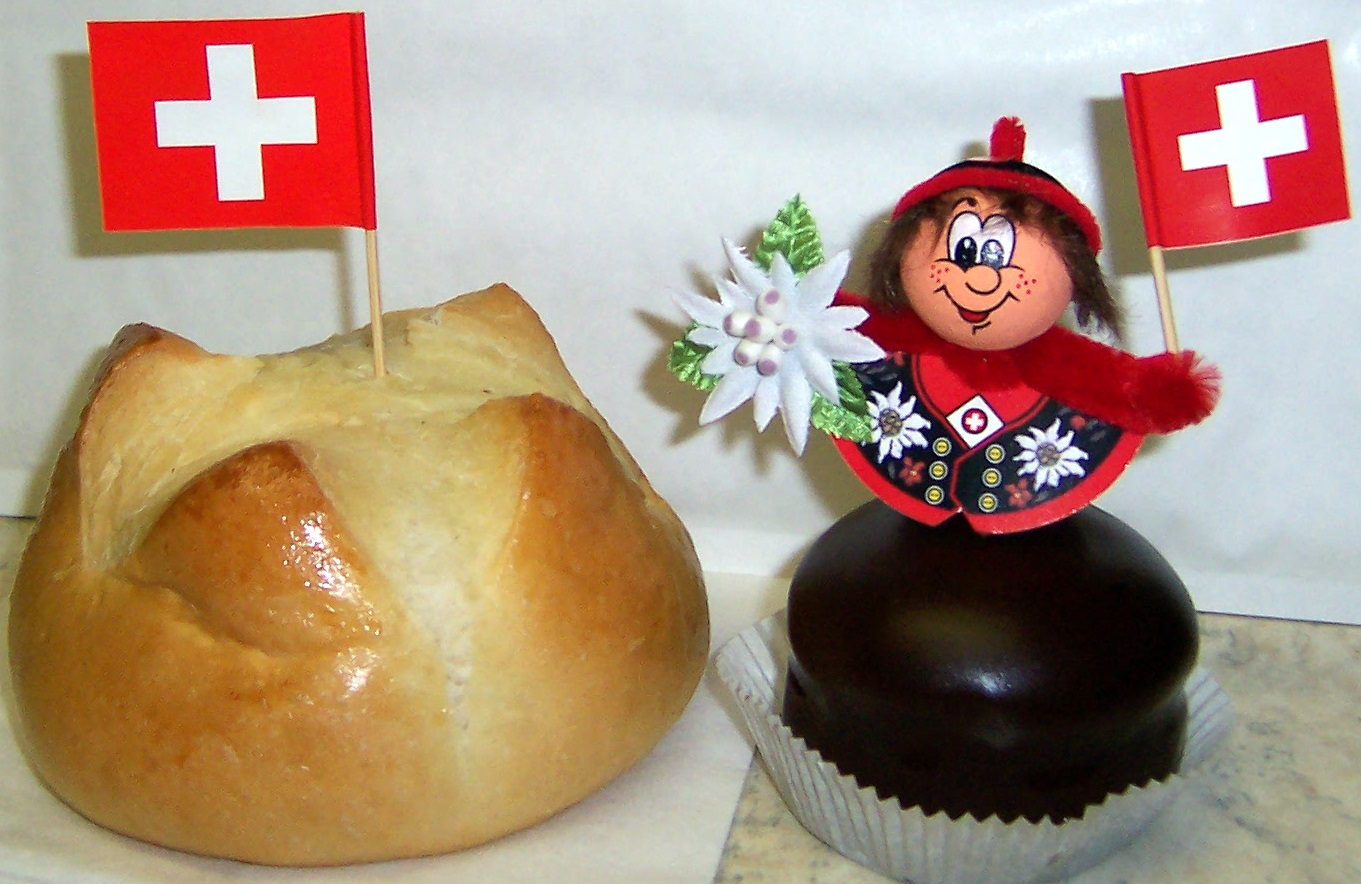
Panet del Primer d'agost

La Festa Nacional és un dia festiu a tot Suïssa des del primer de juliol de 1994, després que l'electorat suís votés a favor de la iniciativa popular «per una diada festiva» (Iniciativa del primer d'agost) el 26 de setembre de 1993 (vegi’s el paràgraf 3 de l'article 110 de la Constitució Federal). Anteriorment, el dia tenia la qualitat de festiu només en alguns cantons.
L'any 1993 es va celebrar per primer cop el brunch del Primer d'agost a algunes granges, i des de llavors s'ha convertit en tota una tradició. El 2007, 420 granges van acollir un total de 200.000 hostes. Els aliments típics que s'ofereixen són llet, müesli, fruita, trenes de brioix, panets del primer d'agost, formatge, embotit i salsitxes i Rösti. Aquesta activitat està coordinada per l'Associació Suïssa d'Agricultors.
La sequera i la calor que van afectar Europa l'any 2018 van provocar que en molts llocs no es poguessin encendre fogueres i alguns castells de foc es van haver de cancel·lar degut a l'alt risc d'incendis forestals i perquè estava en vigor la prohibició absoluta de fer foc a l'aire lliure. Com a resultat de l'estat d'emergència climàtica, la ciutat d'Olten i la municipalitat de Stein van cancel·lar el castell de focs el primer d'agost de 2019. A la ciutat de Chur hi ha en vigor una prohibició absoluta d'incendis degut a la sequera continuada. La cooperativa Migros Aare ha renunciat completament a la venda de focs artificials des de finals de 2018. Des de l'any 2020 la ciutat de Berna renuncia als focs artificials del primer d'agost.

## Festivitats i costums del primer d'agost
Moltes persones guarneixen i decoren les seves cases amb banderes suïsses, cantonals i dels municipis. Les banderes pels edificis públics, carrers i places són prescrites legalment.
A molts municipis, les celebracions tenen lloc a la tarda, vespre o nit i cada poble manté les seves pròpies tradicions. Les oracions pel poble i la pàtria, el cant de l'himne nacional (Salm Suís) i el repic de campanes solen formar part d'aquestes celebracions. En alguns llocs la gent vesteix roba tradicional. Tot sovint una figura pública fa un discurs i una banda local sol tocar.

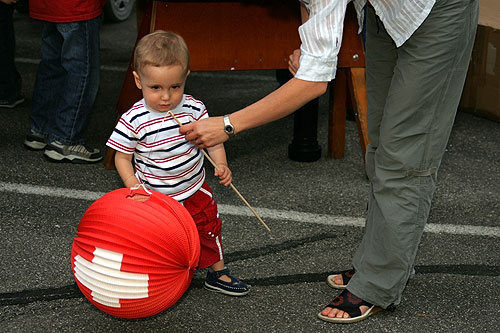
Fanalets

Al vespre, els nens encenen els seus fanalets i a tot arreu s'encenen focs artificals públics o privats. Als cims de les muntanyes hi ha grans fogueres fetes a partir de fustes d'un metre d'alçada.
A algunes ciutats i comunitats (per exemple Biel/Bienne) la celebració comença ja la nit anterior, el 31 de juliol. A Basel se celebra des de 1993 la festa no oficial “Bundesfeier am Rhein” el 31 de juliol, basada en l'antiga tradició de la “Festa de la Nit del Rin”. Els músics locals són part integral del programa. Hi ha nombrosos concerts al recinte del festival al Rin. Aquesta zona s'estén al llarg de la vora del Rin a Kleinbasel des de Johanniterbrücke fins a Wettsteinbrücke, i a Grossbasel des de Johanniterbrücke fins a Mittlere Brücke i des de Schifflände fins a Marktplatz. Una mitjana de 100.000 persones de la ciutat i els seus voltants participen en aquesta celebració. Al propi Rin hi té lloc una carrera de barques inflables i l'acte “Sternenleuchten”, una campanya d'il·luminació per recaptar fons per països en desenvolupament. Seguidament se celebra el gran castell de focs, on els petards són encesos des de dos vaixells al Rin i des de sota i sobre del Pont del Mig (Mittlere Brücke). La celebració federal oficial té lloc el primer d'agost a Bruderholz.
No s'ha establert una celebració nacional. Només a Rütli, on segons la tradició és el “bressol de la Confederació Helvètica”, la Societat de Beneficència Suïssa (SGG) celebra regularment des de 1942 una festa federal dirigida a tots els habitants de Suïssa. A més, es retransmet un discurs cerimonial per ràdio i televisió del President de la Confederació Suïssa. Al vespre, la societat suïssa de radiodifusió i televisió pública SRG retransmet des d'un municipi un programa de celebració federal comú per a les quatre regions lingüístiques.
A tot Suïssa repiquen les campanes de les esglésies a les 8 del vespre durant un quart d'hora. La Festa Nacional també se celebra a les ambaixades suïsses de tot el món.

## Festa Nacional transfronterera
La Festa Nacional també s'ha celebrat durant molts anys a la ciutat dividida de Laufenburg, a la frontera entre Suïssa i Alemanya. Al pont vell del Rin que connecta ambdós districtes s'hi reuneixen grups de música i dansa d'ambdós països. Laufenburg va ser dividida l'any 1801 per Napoleó Bonaparte. La part sud pertany a Suïssa (cantó d'Aargau) i la part nord a Alemanya (Land de Baden-Württemberg).